# Gare de Denges-Échandens
La gare de Denges-Échandens est une gare ferroviaire située sur le territoire de la commune suisse de Denges dans le canton de Vaud.

## Situation ferroviaire
Établie à 398 mètres d'altitude, la gare de Denges-Échandens est située au point kilométrique 8,38 de la ligne Lausanne – Genève entre les gares de Renens (en direction de Lausanne) et de Lonay–Préverenges (en direction de Genève).
Elle est dotée de deux voies encadrées par deux quais.

## Service des voyageurs

### Accueil
La gare est dotée d'abris sur les quais. L'achat de titres de transport se fait exclusivement en gare grâce à des automates. On trouve également un parking-relais de 13 places de stationnement.
La gare est partiellement accessible aux personnes à mobilité réduite à l'aide de rampes inclinées.

### Desserte
La gare fait partie du réseau RER Vaud, assurant des liaisons rapides à fréquence élevée dans l'ensemble du canton de Vaud. Denges-Échandens est desservie par la ligne R8 qui relie chaque heure Allaman à Payerne.

### Intermodalité
Denges-Échandens est en correspondance à l'arrêt Echandens, poste avec la ligne 702 des MBC reliant Tolochenaz à Bussigny.